# Universidad Politécnica de Huejutla
La Universidad Politécnica de Huejutla (UPH) es una institución pública de educación superior, ubicada en el municipio de Huejutla de Reyes, en el Estado de Hidalgo, México.

## Historia
La UPH inició actividades el 3 de septiembre del año 2012, con 3 programas educativos y 245 alumnos, 89 de Ingeniería Agroindustrial, 97 de Ingeniería en Energía y 56 en Ingeniería en Logística y Transporte. El 15 de enero de 2018, alumnos de la UPH, iniciaron un paro laboral, bloqueando los accesos de la escuela, para exigir la destitución del rector Luis Andrés Domínguez. Los alumnos concluyeron el 17 de enero de 2018, el paro de labores; luego de lograr la salida del responsable de la carrera de Ingeniería en Energía, y la reubicación de dos docentes, además de promover una auditoría general. Sin embargo la principal petición de los alumnos que era la renuncia del rector no fue concretada.

## Oferta educativa
La oferta educativa de la Universidad Politécnica de Huejutla es:
- Ingeniería en Energía
- Ingeniería en Logística y Transporte
- Ingeniería Agroindistrial y la Ingeniería en Tecnología Textil
- Licenciatura en Administración de Empresas Turísticas

## Rectores
- Andrés Domínguez Alejandro (2015-2018)
- Eduardo Mojica Martínez (13 de marzo de 2018 a 15 de marzo de 2018)[9][10]
- Luis Andrés Domínguez Alejandro (15 de marzo de 2018)[11]
- José Eugenio Segura Marroquín (Actual)

## Campus
La Oficialía Mayor del estado destinó a favor de la UPH, una fracción del predio El Tepoxteco, para la construcción de sus instalaciones. La dependencia publicó en el Periódico Oficial del Estado de Hidalgo el acuerdo de destino a favor de la UPH; el inmueble “fracción del polígono 28 del predio El Tepoxteco” cuenta con una superficie de 312 mil 326.87 metros cuadrados. El acuerdo entró en vigor el 14 de agosto de 2018.